# Ölyvös
Ölyvös (ukránul: Вільхівка [Vilyhivka], oroszul: Ольховка [Oljhovka], szlovákul: Oljachova) falu Ukrajnában, Kárpátalján, a Huszti járásban.
Nagyszőlőstől 16 km-re északra a Borzsova bal partján fekszik.

## Története
A település a 16. században tűnik fel először. 1910-ben 1255, többségben ruszin lakosa volt, jelentős német kisebbséggel. A trianoni békeszerződésig Ugocsa vármegye Tiszáninneni járásához tartozott. 
1940-ben 1766 lakosa volt, ebből 1578 görög katolikus, 2 görögkeleti (emigráns nagyorosz községi orvos), 1 kálvinista és 185 zsidó.
2020-ig Alsósárad tartozott hozzá.
Fazekasságáról nevezetes. 

## Népesség
Ma 2000 ukrán-ruszin lakosa van.